# Tjerna niva
Tjerna niva (bulgariska: Черна нива) är en ort i Bulgarien.   Den ligger i kommunen Obsjtina Tjernootjene och regionen Kărdzjali, i den centrala delen av landet, 190 km sydost om huvudstaden Sofia. Antalet invånare är 130.